# Jerzy Katlewicz
Jerzy Katlewicz (Bochnia, 2 d'abril de 1927 - Cracòvia, 16 de novembre de 2015) va ser un director d'orquestra i pianista polonès, professor de l'Acadèmia de Música de Cracòvia des de 1990. Katlewicz es va graduar en aquesta acadèmia el 1952 (llavors anomenada Państwowa Wyższa Szkoła Muzyczna), i va treballar com a director de la Filharmònica de Cracòvia entre 1952 i 1958 durant el període de l'Estalinisme a Polònia (i la seva continuació).